# Sport in Österreich
Von Sport in Österreich ist seit der zweiten Hälfte des 19. Jahrhunderts mit der Gründung einzelner Sportvereine die Rede. Gegen Ende des 19. Jahrhunderts ist die Bildung von Sportverbänden als organisatorischer Rahmen augenfällig. Diese Verbände waren zu einem großen Teil politisch organisiert und grenzten sich stark voneinander ab. Mit dem Beginn des austrofaschistischen Ständestaates erfolgte eine Gleichschaltung der Sportverbände in der Österreichischen Turn- und Sportfront, alle anderen Verbände wurden verboten. Nach dem „Anschluss“ Österreichs an das Deutsche Reich wurden die österreichischen Sportverbände als Gau 17 in den „Nationalsozialistischen Deutschen Reichsbund für Leibesübungen“ eingegliedert. Auch nach dem Zweiten Weltkrieg behielten die Sportverbände eine deutliche Affinität zu politischen Gruppierungen bei, waren aber im Unterschied zur Ersten Republik zur Zusammenarbeit bereit, z. B. für die Teilnahme an österreichischen Meisterschaften oder an den Olympischen Spielen.

## Geschichte der Sportorganisationen in Österreich
Der „Erste Wiener Turnverein“ wurde 1861 gegründet, dem 1862 die Turnvereine in Bozen und Hall folgten, die sich 1874 zum Turngau Tirol zusammenschlossen. Waren die Sportler im 19. Jahrhundert noch stark mit den deutschen Verbänden liiert, so differenzierte sich dieses Bild im Laufe der nächsten Jahrzehnte.
Die Bildung von Sportorganisationen in Deutschland und Österreich war in den Anfängen durch eine große Zerrissenheit geprägt. Die erste Gründung bezog sich auf die 1868 in Weimar unter wesentlicher Mitwirkung des Kremser Turners Hans Stingl (1832–1893) vollzogene Gründung der Deutschen Turnerschaft (DT). Dieser konnten auch alle deutschnationalen und liberalen Vereine aus Österreich als „Turnkreis 15“ beitreten. Allerdings ergaben sich aufgrund innerer antiklerikaler („Los von Rom“) und antisemitischer Spannungen Aufspaltungen in mehrere Richtungen. In Österreich führte 1887 der „Erste Wiener Turnverein 1861“ durch Franz Xaver Kießling (1859–1940) einen Arierparagraphen ein, was zum Ausschluss von 480 Juden und 20 weiteren Nichtdeutschen führte. Diese gründeten unmittelbar danach den „Deutschösterreichischen Turnverein“ (DTZ), der später Mitglied des Makkabi Weltverbandes (gegr. 1921) wurde. Darüber hinaus gab es in Wien auch tschechische Sportverbände (1866: „Sokol“, 1899: „Arbeiterturnverein“, 1909: „Orel“), sowie eine Vielzahl an Sportvereinen, die keinem Verband angehörten, sondern die in einem lokalen Rahmen allein ihrem Hobby frönen wollten.

### Arbeitersport
1892 wurde aus sozialdemokratischer Initiative die „Arbeiter Turn- und Sportbewegung“ gebildet. Gemäß der Idee des Aufbaus von proletarischen Parallelinstitutionen zu allen bürgerlichen Vereinigungen konstituierte sich neben den proletarischen Turnern 1895 der Arbeitertouristenverein „Die Naturfreunde“ und 1893 ein „Arbeiterradfahrverein“, die alle ihre Wurzeln in der Arbeiterbewegung des 19. Jahrhunderts hatten. Ziele des Arbeitersports waren die Befreiung der Arbeiterklasse, Schaffung einer eigenständigen sozialistischen Bewegungskultur, Ausbildung physisch starker Klassenkämpfer, gegen einseitiges Leistungsprinzip (Rekordsucht, Überbewertung des Wettkampfes), die kollektive Leistung war wichtiger als die individuelle (z. B. Namen von Siegern sollen nicht genannt und keine Rückennummern beim Fußball getragen werden). Am 19. Mai 1919 wurde der „Verband der Arbeiter- und Soldatensportvereinigung Österreichs“ (VAS) und im Oktober 1924 der „Arbeiterbund für Sport und Körperkultur“ (ASKÖ) mit deutlich klassenkämpferischen Zielsetzungen gegründet.
Eine Militarisierung des Arbeitersports setzte durch den Republikanischen Schutzbund ein, der einen Teil seiner Mitglieder aus den Arbeitersportlern rekrutierte. Ab 1925 gab es Wehrturnabteilungen bei den Arbeiterturnern und Arbeiterschützenvereinen (Ordnungsübungen, Handgranatenwerfen, Kartenlesen, Kleinkaliberschießen, Hindernisturnen). Um 1930 fanden sich unter den Sportarten im ASKÖ Kraftsport, Schießen und Wehrsport. Diese Übungen wurden nach dem Verbot des Republikanischen Schutzbundes am 30. Mai 1933 aber im Untergrund weitergeführt. Seit 2008 stellt Österreich den Vorsitzenden des internationalen Arbeitersports (Confédération Sportive Internationale du Travail (CSIT))

### Bürgersport
Um 1900 bildete sich unter Führung von Anton Frey (1871–1916) ein Turnverein, der Christentum, nationale Gesinnung und Turnertum verbinden wollte; diese schlossen sich 1914 zum „Reichsverband der Christlich-deutschen Turnerschaft Österreichs“ zusammen; Bekenntnis zum deutschen Volkstum und christliche Weltanschauung waren Voraussetzung für eine Mitgliedschaft, später wurden diese Grundsätze im Sinne deutsch-arischer Abstammung interpretiert.
Die Christlich Deutsche Turnerschaft Österreichs (CDTÖ) wurde 1921 in St. Pölten neu gegründet. Wurzeln waren in der Turnbewegung, aber auch in ideologischer Abgrenzung zum DTB zu sehen. Obwohl die Katholische Kirche gegen den Sport war, sind 50 % der Dietwarte Priester. Auch diese Vereinigung ist durch Rassenantisemitismus, Antimarxismus und Antiparlamentarismus gekennzeichnet und führte „Wehrturnen“ durch.

### Deutsch-nationale Sportbewegung
Der „Deutsche Turner Bund (DTB)“ wurde in Österreich am 7. September 1919 konstituiert. Teilnehmer konnten nur „Angehörige germanischer Volksstämme (sein) … und deutsches Volksempfinden darf nicht beeinträchtigt werden.“ Der DTB war antiparlamentarisch, antimarxistisch, antisemitisch, antikatholisch und durch den Anschlussgedanken an das Deutsche Reich gekennzeichnet. Vorstandschaft und Mitglieder standen dem Nationalsozialismus nahe. Nach dem nationalsozialistischen Handgranatenüberfall in Krems am 19. Juni 1933 auf Angehörige der christlich-deutschen Turner, die gerade von einer Waffenübung kamen, wurde der DTB wie alle anderen NS-Organisationen in Österreich aufgelöst.

### Unpolitisch ausgerichteter Sport in der ersten Republik
Neben diesen politisch ausgerichteten Vereinen existierte der „Österreichische Zentralverband für gemeinsame Sportinteressen“ (1919 in „Hauptverband für Körpersport“ umbenannt), der auch die Funktion eines Nationalen Olympischen Komitees wahrnahm. Formal verstand sich diese Vereinigung als apolitisch und als Förderer vieler Sportarten. Aber weder CDTÖ noch DTB noch der ASKÖ traten dieser Vereinigung bei. Diese drei Blöcke bildeten vielmehr in sich geschlossene Gruppierungen, die auch nicht zu gemeinsamen Wettkämpfen antraten (es gab also keine österreichischen Meisterschaften) und aus unterschiedlichen ideologischen Gründen auch nicht bei den Olympischen Spielen mitmachten.

## Sport im austrofaschistischen Ständestaat und der Zeit des Nationalsozialismus
Im austrofaschistischen Ständestaat (1934–1938) wurden die sozialdemokratischen Sportvereine (ASKÖ) verboten, die Tätigkeit der nationalsozialistischen Turn- und Sportverbände war bereits 1933 zum Erliegen gekommen. Es wurde nun die Christlich-deutsche Turnerschaft zum bestimmenden Element. Die Österreichische Turn- und Sportfront übernahm im Rahmen der Vaterländischen Front die Aufgabe, die „heranwachsende Jugend wehrhaft zu machen“. Sportführer wurde Ernst Rüdiger Starhemberg.
Christlich-deutsche Turner wurden als Wehrturner teilweise als „Assistenzkörper“ in das Schutzkorps aufgenommen und leisteten Dienste beim Objektschutz oder in der Abwehr der Nationalsozialisten. Solche Wehrzüge wurden aus finanziellen Gründen gebildet und ergänzten die österreichische Exekutive, ohne in den Beamtenstatus aufgenommen zu werden.
Nach dem „Anschluss“ wurden die noch bestehenden Sportverbände dem „Nationalsozialistischen Deutschen Reichsbund für Leibesübungen“ als Gau 17 eingegliedert.

## Neuanfang nach dem Zweiten Weltkrieg
Bei Kriegsende stieß ein „Aufruf an alle österreichischen Sportler“ zur Errichtung einer Zentralstelle des österreichischen Sports auf keinen Widerhall. Der ASKÖ (seit 1971 „Arbeitsgemeinschaft für Sport und Körperkultur in Österreich“) knüpfte an die Vorkriegstradition an, war aber nun bereit, sich an allen Sportveranstaltungen auch der bürgerlichen Vereine zu beteiligen. Die christlich-katholischen Vereine kamen in der „Österreichischen Turn- und Sport-UNION“ (heute SPORTUNION Österreich) zusammen. Als dritter Dachverband entstand der „Allgemeine Sportverband Österreichs“ (ASVÖ). 1952 wurde in Wels auch der „Österreichische Turnerbund“ als Nachfolger des deutsch-nationalen Turnerlagers gebildet, diesmal aber mit klarem Bekenntnis zur österreichischen Eigenstaatlichkeit. Die zentrale Plattform für das österreichische Sportsystem ist seit 1969 die „Österreichische Bundessportorganisation“ (BSO).

## Österreich als Ausrichter von Sportveranstaltungen
Österreich gilt als äußerst erfahrener Veranstalter von internationalen Sport-Großveranstaltungen. Die größte – die Olympischen Spiele – wurden bisher zweimal in der Alpenrepublik ausgetragen. 1964 und 1976 – als Ersatzort für Denver – war Innsbruck mit Seefeld Austragungsort von Winterspielen. Mit den Jugend-Winterspielen, die im Jänner 2012 stattfanden, ist Innsbruck die erste Stadt weltweit, in der zum dritten Mal die olympische Flamme entzündet wurde. Auch zwei Winter-Universiaden, nämlich 1968 und 2005, fanden in Innsbruck statt. Weitere österreichische Bewerbungen für Olympische Winterspiele – Innsbruck 1960, Graz 2002, Klagenfurt 2006 sowie Salzburg 2010 und 2014 – bzw. Sommerspiele – Wien 1964 – scheiterten.
Österreich war auch Austragungsort der Fußball-Europameisterschaft 2008, gemeinsam mit der Schweiz. Je drei Gruppenspiele fanden im Wiener Ernst-Happel-Stadion, in der Salzburger Red Bull Arena, im Klagenfurter Wörthersee Stadion sowie am Innsbrucker Tivoli-Neu statt. Zusätzlich zu den Gruppenspielen fanden in Wien zwei Viertelfinali, ein Halbfinale sowie das Endspiel, bei dem sich Spanien mit einem 1:0-Erfolg über Deutschland zum Europameister krönte, statt. Die restlichen Spiele wurden in der Schweiz ausgetragen.
Das Ernst-Happel-Stadion war bereits vor dem EURO-Finale Veranstalter von Endspielen im europäischen Klubfußball. Das Finale des Europapokals der Landesmeister wurde insgesamt dreimal in der Bundeshauptstadt ausgetragen. 1964 gewann Inter Mailand gegen Real Madrid, 1987 bezwang der FC Porto den FC Bayern München und 1990 behielt der AC Mailand gegen Benfica Lissabon die Oberhand. 1995 fand im Wiener Prater auch ein Finale des Nachfolgerbewerbs, der UEFA Champions League, statt. Ajax Amsterdam bezwang den AC Mailand 1:0. Beim Finale im Europapokal der Pokalsieger 1970 setzte sich Manchester City durch. 1994 wich Austria Salzburg als UEFA-Cup-Finalist für das Hinspiel ins Happel-Stadion aus, da es deutlich größer war als das eigene Lehener Stadion. Die Salzburger verloren wie später auch das Rückspiel mit 0:1 gegen Inter Mailand.
Auch das Finale der American-Football-Weltmeisterschaft 2011, das das Team der USA gegen Kanada gewann, sowie die weiteren Platzierungsspiele wurde im Wiener Ernst-Happel-Stadion ausgetragen. Die Vorrundenspiele dieser WM fanden in der Grazer UPC-Arena und am Innsbrucker Tivoli statt.
Neben Fußball- und Football-Turnieren fanden in den letzten Jahren auch weitere Ballsport-Endrunden in Österreich statt. 2011 wurde die Volleyball-Europameisterschaft der Männer gemeinsam mit Tschechien veranstaltet. Austragungsorte auf österreichischer Seite waren die Olympiahalle Innsbruck und die Wiener Stadthalle, wo unter anderem auch das Finale gespielt wurde. In diesen beiden Hallen sowie der Stadthalle Graz, der TipsArena in Linz und der Arena Nova in Wiener Neustadt fand ein Jahr davor bereits die Handball-Europameisterschaft der Männer 2010 statt. Wien war auch hier Austragungsort des Endspiels. Im August 2011 war Österreich auch Veranstalter der Herren-Faustball-Weltmeisterschaft. Gespielt wurde in Wien, Salzburg, Linz, Kremsmünster und Pasching, wo im Waldstadion die Finalrunde ausgetragen wurde. Im Februar 2007 fand in der Wiener Stadthalle die Hallenhockey-Weltmeisterschaft statt.
Neben großen weltweit bedeutenden Sportveranstaltungen genießen in der Wintersportnation Österreich vor allem Events im Winter große mediale Aufmerksamkeit und einen regen Besucherzulauf. So fanden im Februar 2013 bereits zum neunten Mal Alpine Skiweltmeisterschaften in der Alpenrepublik statt. Zuletzt waren Schladming, wo auch die WM 2013 stattfand, gemeinsam mit Haus im Ennstal 1982, Saalbach-Hinterglemm 1991 und St. Anton am Arlberg 2001 die Veranstalter. Nordische Ski-WM-Medaillen wurden bereits fünfmal – zuletzt 1985 in Seefeld und 1999 in Ramsau am Dachstein – vergeben. Eine Skiflug-Weltmeisterschaft fand 2006 bereits zum vierten Mal am Kulm statt. Die vierten Snowboard-Weltmeisterschaften in Österreich fanden 2015 am Kreischberg statt, wo zeitgleich zum zweiten Mal die Freestyle-Skiing-Weltmeisterschaften in Österreich ausgetragen wurden. Siebenmal war Österreich bereits Veranstalter von Biathlon-Weltmeisterschaften, zuletzt 2017 in Hochfilzen. Genauso oft wurde in Österreich bereits Rennrodel-Weltmeisterschaften ausgetragen, das bisher letzte Mal 2017 in Igls.
Auch der Eishockey-Weltmeister der Herren statt wurde bis dato sechsmal in Österreich gekürt. Neben dem olympischen Eishockeyturnier 1964 in Innsbruck, das auch als Weltmeisterschaft gezählt wird, war Wien viermaliger Veranstalter. Die bisher letzte WM 2005 wurde von Wien und Innsbruck gemeinsam veranstaltet. Austragungsorte waren die Wiener Stadthalle bzw. die Innsbrucker Olympiahalle.
Neben den Weltmeisterschaften gibt es weitere Wintersportveranstaltungen, die große Zuschauermagneten sind und meist jährlich ausgetragen werden. Um den Jahreswechsel findet jährlich die Vierschanzentournee der Skispringer statt. Die Innsbrucker Bergiselschanze und die Paul-Außerleitner-Schanze in Bischofshofen bilden dabei den österreichischen Part der deutsch-österreichischen Veranstaltung, die 2011/12 zum 60. Mal ausgetragen wird. Traditionell im Jänner finden seit den 1930er-Jahren Herren-Skirennen auf dem Kitzbüheler Hahnenkamm, die Hahnenkammrennen statt. Das derzeitige Programm umfasst einen Super-G sowie eine Abfahrt und einen Slalom, die die klassische Hahnenkammkombination bilden. Seit den 1990ern ist das so-genannte „Night-Race“, ein Flutlichtslalom auf der Schladminger Planai ein Fixpunkt im alpinen Skiweltcup. Es findet seit 2001 jeweils am Dienstag nach den Hahnenkammrennen statt und lockt jährlich zirka 50.000 Zuschauer an die Rennstrecke. Jährlich finden viele weitere Weltcup-Bewerbe in unterschiedlichen Wintersportarten in Österreich statt und genießen überwiegend ähnlich großes Zuschauerinteresse.
Weitere jährlich in Österreich stattfindende Sportveranstaltungen sind unter anderem der Vienna City Marathon, das Beachvolleyball-Grand-Slam-Turnier und der Ironman Austria in Klagenfurt, die Österreich-Radrundfahrt oder das Eishockeyturnier Red Bulls Salute. Von 1970 bis 1987 bzw. von 1997 bis 2003 fand am Österreichring, später am A1-Ring der Große Preis von Österreich statt.
Weitere wichtige Sportveranstaltungen der letzten Jahre sind unter anderem die Ruder-Weltmeisterschaften 2008 in Ottensheim, die Straßen-Rad-Weltmeisterschaften 2006 in Salzburg, die Mountainbike-Weltmeisterschaften 2002 in Kaprun, die Beachvolleyball-Weltmeisterschaft 2001 in Klagenfurt, die Judo-Europameisterschaften 2010, die Shorttrack-Weltmeisterschaften 2009 und Kurzbahn-Schwimmeuropameisterschaften 2004 jeweils in der Wiener Stadthalle sowie die Leichtathletik-Halleneuropameisterschaften 2002 im Wiener Ferry-Dusika-Stadion.